# Ramón González-Alegre
Ramón González-Alegre Bálgoma (Villafranca del Bierzo, 1920-Vigo, 1968) fue un escritor gallego berciano.

## Biografía
En 1924 se trasladó a La Coruña, ciudad natal de su padre. En 1926 la familia se trasladó a Villagarcía de Arosa, donde realizó el bachillerato. Se licenció en Derecho en la Universidad de Santiago. Tras ser profesor durante algún tiempo en la Universidad de Madrid, se instaló definitivamente en Vigo en 1949. Dirigió la revista literaria Alba, clave en el resurgimiento de la poesía gallega tras la Guerra Civil.

## Obra
En gallego
- Os namoros (1961)
- Teatro galego (1968)

En castellano
- Poesía gallega contemporánea (1954), ensayo
- Antología de la poesía gallega contemporánea (1958)
- Por entre el arpa y la saudade. Viajes gallegos (1965)